# Stienta
Stienta est une commune italienne de la province de Rovigo, dans la région de la Vénétie.

## Administration
| Période                                  | Période  | Identité       | Étiquette     | Qualité |
| ---------------------------------------- | -------- | -------------- | ------------- | ------- |
| 2009                                     | En cours | Fabrizio Fenzi | Centre-gauche |         |
| Les données manquantes sont à compléter. |          |                |               |         |

### Frazione
Argine Sabato, Argine Valle Est, Argine Valle Ovest, Beccari, Bentivoglio, Boaria Gilliola, Boaria Guerra, Boaria Roveta, Boaria Val dell'Oca e Casetta, Boaria Val di Mezzo, Boaria Varotta, Brigo, Chiavicone, Fazzenda, Folega, Guratti, Ponte Favarzano, Prati Nuovi, Sabbioni, Zampine.

### Communes limitrophes
Bagnolo di Po, Castelguglielmo, Ferrara di Monte Baldo, Fiesso Umbertiano, Gaiba, Occhiobello.